# 李容发
李容发是太平天国將領，李秀成之侄。
李容发生于湖北省武昌府， 1853年太平天国攻佔武昌时李容发被李秀成收养。也有人表示李容发其實就是李秀成的兒子。 1860年，李容发受封「天朝九門御林忠義宿営軍忠二殿下」。 1861年，李容发跟随陆顺德進攻浙江绍兴府。 1862年，李容发与譚紹光等人进攻奉贤、南汇、川沙抚民厅，而且進逼上海縣。 1863年，李容发又随李秀成進攻安徽。 1864年3月，李容发与林彩新等人从常州出發，在江阴击败了由查理·喬治·戈登率领的常胜军。七月天京陷落时，他与黃文金等人護送洪天貴福逃往江西，后去向不明。有人表示當年九月，李容发在在徽州被左宗棠率领的清军俘虏。